# Negrão de Lima
Francisco Negrão de Lima (Nepomuceno, 24 de agosto de 1901 – Rio de Janeiro, 26 de outubro de 1981) foi um político brasileiro, governador do estado da Guanabara de 1965 até 1971. Irmão do também político Otacílio Negrão de Lima.
Formou-se em direito pela atual Universidade Federal de Minas Gerais (UFMG). Em março de 1933, concorrendo pelo pelo Partido Progressista de Minas Gerais, sigla alinhada tanto ao governo federal quanto ao estadual, então liderado por Olegário Maciel, foi eleito deputado federal constituinte por Minas Gerais com a maior votação da bancada mineira. Em outubro do ano seguinte, conseguiu renovar seu mandato para a legislatura ordinária que teve início em maio de 1935.
O golpe de novembro de 1937 consolidou a instauração da ditadura do Estado Novo. Com o fechamento de todos os órgãos legislativos do país, Negrão de Lima perdeu seu mandato de deputado, mas foi nomeado chefe de gabinete do novo ministro da Justiça, Francisco Campos. Nos anos seguintes, assumiu interinamente a pasta em diversas ocasiões, durante os períodos de ausência do ministro titular.
Em 1941, foi designado para chefiar a embaixada do Brasil na Venezuela, sendo transferido no ano seguinte para o Paraguai, onde permaneceu até 1946. Durante o processo de redemocratização em 1945, filiou-se ao Partido Social Democrático (PSD), legenda que reunia setores oligárquicos vinculados ao Estado Novo e liderada pelos antigos interventores federais nos estados.
Entre 1951 e 1953, durante o segundo governo de Getúlio Vargas, ocupou o cargo de ministro da Justiça. Próximo a Juscelino Kubitschek, foi nomeado por ele prefeito do então Distrito Federal em março de 1956, permanecendo no posto até julho de 1958. Ainda sob a gestão Kubitschek, assumiu o Ministério das Relações Exteriores. Em dezembro de 1959, foi designado embaixador do Brasil em Portugal, cargo que exerceu até 1963.

## Governador da Guanabara
Em 1965, já sob o regime militar, elegeu-se governador do estado da Guanabara pelo PSD. Sua vitória na eleição para o governo da Guanabara, pelo PSD, de forma direta, juntamente com a de Israel Pinheiro em Minas Gerais, precipitou a edição do AI-2, que acabou com o pluripartidarismo no Brasil.

Negrão de Lima enquanto Ministro das Relações Exteriores no governo Juscelino Kubitschek.

Seu governo foi de intensa radicalização política, pois não era o candidato preferido da ditadura militar, em virtude de seu envolvimento político com Getúlio Vargas e Juscelino Kubitschek (de quem foi Ministro das Relações Exteriores), tendo havido inclusive uma tentativa frustrada, por parte de Carlos Lacerda, de depô-lo antes do início de seu mandato.
Durante sua administração, foram realizadas melhorias na infraestrutura viária, incluindo pavimentação, construção de túneis, passarelas e viadutos. Também criou a Companhia Estadual de Gás (CEG) e deu continuidade ao processo de remoção de favelas. Seu mandato foi marcado pelas grandes enchentes de 1966 e 1967, além da intensa repressão policial às manifestações estudantis, especialmente em 1968.

## Morte e homenagens
Após o fim de seu mandato, retirou-se da política e aposentou-se pelo Tribunal de Contas do Estado. Trabalhou para iniciativa privada até o seu falecimento em 1981. Seu nome hoje batiza o Viaduto Negrão de Lima, que corta o bairro de Madureira e o Campus Maracanã da Universidade do Estado do Rio de Janeiro (UERJ), ambos no subúrbio da cidade do Rio de Janeiro, além de nomear um bairro da cidade de Goiânia e uma praça na cidade Nepomuceno, de onde é natural. 